# Quantitative Linguistik
Die Quantitative Linguistik (auch: Statistische Linguistik; engl. Quantitative Linguistics, Statistical Linguistics) ist eine Disziplin der Mathematischen Linguistik und damit der allgemeinen Linguistik bzw. Sprachwissenschaft insgesamt. Gegenstand der Quantitativen Linguistik sind Spracherwerb, Sprachwandel sowie Verwendung und Struktur von Sprachen. Sie untersucht Sprachen, deren Einheiten und Strukturen, mit den Mitteln der Kombinatorik, Wahrscheinlichkeitstheorie, Differenzen- und Differenzialgleichungen und testet die Ergebnisse mit Hilfe der Statistik; ihre Aufgabe ist es, Sprachgesetze aufzustellen mit dem Ziel, eine exaktwissenschaftliche Theorie der Sprache zu entwickeln, die ein System miteinander verbundener Sprachgesetze bildet. Der Erforschung und Formulierung eines solchen Verbundes zusammenwirkender Sprachgesetze hat sich die linguistische Synergetik gewidmet.
Die Quantitative Linguistik stützt sich auf Ergebnisse der Sprachstatistik, die man entweder als Statistik der Sprachen oder als Statistik beliebiger sprachlicher Gegenstände verstehen kann, ohne dass damit schon weitergehende theoretische Ansprüche verbunden sein müssen. Auch die Korpuslinguistik und die Computerlinguistik liefern wichtige Grundlagen.

## Zur Geschichte der Quantitativen Linguistik
Eine Geschichte der Quantitativen Linguistik kann noch nicht vorgestellt werden, da noch erheblicher Forschungsbedarf besteht, auch wenn zu einigen Bereichen Überblicksdarstellungen existieren. Einige Aspekte können jedoch benannt werden:
Die Quantitative Linguistik reicht in ihren ersten Anfängen bis in die griechische und indische Antike zurück. Ein Traditionsstrang besteht in der Anwendung der Kombinatorik auf sprachliche Gegenstände; ein weiterer beruht auf elementaren statistischen Erhebungen, auf die unter den Stichwörtern Kolometrie und Stichometrie verwiesen wird.
Eine thematisch breitere und auch kontinuierlichere Entwicklung setzt im 19. Jahrhundert ein: Hier geht es u. a. um die Periodisierung der Werke eines Verfassers, um Laut- bzw. Buchstabenstatistiken als Vorarbeiten zur Entwicklung stenographischer Systeme und als Grundlage für Sprachvergleiche, um die unterschiedliche Gestaltung von Versen sowie um die Dauer von Lauten in Abhängigkeit von der Wortlänge. Die Untersuchungen zur Lautlänge sowie Ideen zum Zusammenwirken weiterer Spracheigenschaften stellen erste Konzepte vor, die im 20. Jahrhundert in der Entwicklung von Sprachgesetzen münden, am bekanntesten wohl das Zipfsche Gesetz. Im 20. Jahrhundert kommt eine Reihe weiterer Themen hinzu: Identifikation anonymer Autoren, Aktionsquotient, Sprachstruktur, Sprachwandelgesetz, Type-Token-Relation, Entwicklung der Sprachfähigkeiten von Kindern, dynamische Aspekte der Textstruktur etc.
Ein weiterer wesentlicher Aspekt der Entwicklung der Quantitativen Linguistik im 20. Jahrhundert besteht darin, dass 1994 die internationale Gesellschaft IQLA (International Quantitative Linguistics Association) gegründet wurde. Eine Reihe internationaler Tagungen begann 1991 (First International Conference on Quantitative Linguistics [= QUALICO] Trier 1991, 2. Moskau 1994 etc.). Wichtige Publikationsorgane sind die Zeitschriften Journal of Quantitative Linguistics (1994ff.), Göttinger Beiträge zur Sprachwissenschaft (1998–2009), Glottometrics (2001ff), Glottotheory (2008ff), Mathematical Linguistics (2015ff); hinzu kommen die Buchreihen Quantitative Linguistics (1978ff) und Studies in Quantitative Linguistics (2008ff).

## Sprachgesetze in der Quantitativen Linguistik
Unter Gesetz versteht die Quantitative Linguistik eine aus theoretischen Annahmen abgeleitete (deduzierte) Gesetzeshypothese, die mathematisch formuliert ist, mit anderen Gesetzen in Wechselbeziehung steht und hinreichend durch gezielte Untersuchungen überprüft und dabei nicht widerlegt wurde. Ein Gesetz muss für alle Sprachen gelten, in denen die entsprechenden Randbedingungen erfüllt sind.

„Darüber hinaus kann man feststellen, dass diese Eigenschaften sprachlicher Elemente und ihre Zusammenhänge allgemeingültigen Gesetzen unterliegen, die sich streng mathematisch formulieren lassen in der Weise, wie wir es von den Naturwissenschaften her kennen. Dabei ist zu beachten, dass es sich um stochastische Gesetze handelt; sie sind nicht in jedem Einzelfall erfüllt (das ist weder notwendig noch möglich), sondern sie schreiben die Wahrscheinlichkeiten vor, mit denen bestimmte Ereignisse erfolgen bzw. bestimmte Verhältnisse in der Gesamtheit eintreten. Zu allen oben angeführten Beispielen wird man mit Leichtigkeit Gegenbeispiele finden, die als einzelne jedoch nicht gegen die entsprechenden Gesetze verstoßen, da Abweichungen vom statistischen Durchschnitt nicht nur zulässig, sondern sogar erforderlich und ihrerseits quantitativ exakt bestimmt sind. Im Grunde unterscheidet sich diese Situation nicht von der in den Naturwissenschaften, in denen die alten deterministischen Vorstellungen längst ausgedient haben und ebenfalls durch statistisch-probabilistische Modelle ersetzt wurden.“

## Einige Sprachgesetze
Es gibt eine ganze Reihe von Vorschlägen für Sprachgesetze, darunter:
- Diversifikationsgesetz: Wenn sprachliche Kategorien wie die Wortarten oder die Flexionsendungen verschiedene Formen aufweisen, kann man zeigen, dass die Häufigkeiten, mit denen diese Formen in Texten vertreten sind, von Gesetzen gesteuert werden.
- Gesetz der Häufigkeitsverteilungen von Einheiten verschiedener Länge oder allgemeiner: verschiedener Komplexität. Untersucht man, wie häufig Einheiten beliebiger Art in Texten oder im Lexikon vertreten sind, stellt man fest, dass dabei ganz bestimmte Verteilungen vorkommen. Bisher liegen Untersuchungen vor zu:
  - Gesetz der Verteilung von Morphlängen;
  - Gesetz der Verteilung rhythmischer Einheiten verschiedener Länge;
  - Gesetz der Verteilung von Satzlängen;
  - Gesetz der Verteilung von Schriftzeichen verschiedener Komplexität;
  - Gesetz der Verteilung von Silbenlängen;
  - Gesetz der Verteilung von Wortlängen.

Neue Untersuchungen zeigen, dass die Verteilungen sprachlicher Einheiten verschiedener Länge in weitaus den meisten Fällen einem einzigen Modell, der Zipf-Alexeev-Funktion, folgen.
Auch andere Spracheinheiten unterliegen diesem Gesetz: Dies betrifft die Clauselängen, Phrasenlängen, die Längen von Kola, Versen, Teilsätzen und sogenannten Hrebs sowie die Längen von Sprechakten. Das Gleiche gilt für die Verteilung von Lauten unterschiedlicher Dauer (Lautdauer).
Sprachgesetze betreffen nicht nur die Länge/Größe von sprachlichen Einheiten:
- Gesetz der Wortschatzdynamik: Der Zuwachs neuer Wörter im Textverlauf erweist sich – zumindest in untersuchten Fällen – als gesetzmäßig.
- Martinsches Gesetz: Untersucht man in einem Lexikon, welches Wort geeignet ist, stichwortartig ein bestimmtes Wort zu erläutern, und führt dies weiter fort, indem man das erläuternde Wort wieder befragt, wie es selbst zu erläutern sei, so kommt man auf immer allgemeinere erläuternde Wörter. Es ergibt sich – macht man dies für viele Wörter – eine Hierarchie von immer weniger, immer allgemeineren Wörtern. Zwischen diesen Hierarchieebenen bestehen bestimmte gesetzmäßige Beziehungen.
- Menzerathsches Gesetz, in der Linguistik auch: Menzerath-Altmann-Gesetz: Das Menzerathsche Gesetz besagt, dass je größer eine Einheit ist, d. h. aus je mehr Bestandteilen sie besteht, diese Bestandteile umso kleiner sind.
- Rang-Häufigkeits-Gesetze: Sie betreffen eine Reihe verschiedener Sprachphänomene. Wenn man zum Beispiel in einem großen Textkorpus untersucht, welches Wort das häufigste, welches das zweithäufigste, das dritthäufigste etc. ist, und diese Wörter in eine Rangfolge bringt, in der das häufigste mit Angabe seiner Häufigkeit an erster Stelle steht, das zweithäufigste an zweiter Stelle usw., so erhält man eine Rangordnung. Für die gesamte Rangordnung sind in der Literatur verschiedene mathematische Modelle vorgeschlagen worden. Das Verfahren kann grundsätzlich auf beliebige sprachliche Einheiten angewendet werden. Auf einige Beispiele sei hier verwiesen:
  - Buchstaben-, Laut- oder Phonemhäufigkeiten: Man bringt die betreffenden Einheiten in eine Rangskala, geordnet nach der Häufigkeit, mit der sie in Texten oder im Lexikon auftreten (Buchstabenhäufigkeit).[12]
  - Wortassoziationen: Man untersucht, welche Assoziationen Versuchspersonen wie oft mit einem bestimmten Wort als Stimulus verbinden.[13]
  - Worthäufigkeiten: Wörter eines Textkorpus werden nach Häufigkeit geordnet in eine Rangordnung gebracht (Häufigkeitsklasse).
- Sprachwandelgesetz: Wortschatzwachstum einer Sprache, Ausbreitung von Entlehnungen bzw. Fremdwörtern, Veränderungen im Flexionssystem und viele andere Sprachwandelprozesse unterliegen einem Gesetz, das in der Linguistik als Piotrowski-Gesetz bekannt ist und Wachstumsgesetzen (bzw. -modellen) in anderen Wissenschaften entspricht. In diesem Fall handelt es sich um den Typ des logistischen Modells bzw. des logistischen Gesetzes (s. logistische Gleichung). Dieser Typ des Sprachwandelgesetzes erweist sich auch bei Prozessen im Spracherwerb als geeignet, so dass man es auch als Spracherwerbsgesetz auffassen kann.
- Textblockgesetz: Bildet man in einem Text gleich lange Textblöcke, kann man zeigen, dass die Häufigkeit, mit der sprachliche Einheiten – zum Beispiel verschiedene Buchstaben oder Wörter – in diesen Textblöcken vorkommen, gesetzmäßig verteilt sind.
- Zipfsches Gesetz, besser Zipfsche Gesetze: Als Zipfsches Gesetz wird hauptsächlich das Modell angesprochen, nach dem das Produkt aus Rang und Frequenz, etwa der Wörter in einem Häufigkeitswörterbuch (Frequenzwörterbuch), annähernd konstant sei. Man spricht deshalb besser von Zipfschen Gesetzen, weil dieses nicht das einzige Sprachgesetz ist, das Zipf vorgeschlagen hat.

Man kann mit etwas veränderter Perspektive auch fragen, welche Gesetzmäßigkeiten bei einer bestimmten Art sprachlicher Einheiten zu erwarten sind. Altmann hat dies am Beispiel der Komposita entwickelt. In diesem Fall kommt man auf eine Reihe von Gesetzeshypothesen, die teilweise noch der Überprüfung harren. Eines der Ergebnisse besteht darin, dass kürzere Wörter eher bei der Bildung von Derivationen (Ableitungen) oder Komposita beteiligt sind als längere. Auch die Polysemie von Wörtern beeinflusst das Maß, in dem sie an der Bildung neuer Wörter beteiligt sind.

## Linguistische Synergetik
Bisher handelte es sich um Sprachgesetze, die die Verteilung und den Wandel sprachlicher Entitäten betreffen. Bedeutsam sind aber auch diejenigen Sprachgesetze, die das Zusammenspiel verschiedener Entitäten betreffen und sich in Regelkreisen erfassen lassen. Als Andeutungen mögen zwei Beispiele zu Interaktionen dienen, bei denen die Wortlänge beteiligt ist: So beeinflusst die Frequenz der Wörter die Wortlänge negativ: Je häufiger Wörter sind, desto kürzer sind sie auch. Und: Je länger Wörter sind, desto weniger verschiedene Bedeutungen haben sie. Insgesamt zehn solcher Interaktionen finden sich bei Best. Auch auf anderen Sprachebenen lassen sich solche Interaktionen nachweisen.

## Stilforschung
Die Untersuchung literarischer ebenso wie nichtliterarischer Stile kann sich der Sprachstatistik bedienen; sie kann aber darüber hinaus ihre Forschungen auch auf die speziellen Ausprägungen der Sprachgesetze in bestimmten Stilen widmen. In solchen Fällen unterstützt die Quantitative Linguistik die Stilistik in ihrem Bemühen, möglichst objektive Erkenntnisse zu gewinnen und stilistische Phänomene wenigstens teilweise durch Bezug auf die Sprachgesetze zu erklären. Es gehört zu den Grundannahmen der Quantitativen Linguistik, dass zum Beispiel Wortlängenverteilungen in verschiedenen Textsorten möglicherweise verschiedene Verteilungsmodelle, mindestens aber unterschiedliche Parameterwerte zeitigen. Wenn diese Bemühungen vorwiegend literarischen Texten gelten, ist die Quantitative Stilistik (Stilometrie) als eine Teildisziplin der Quantitativen Literaturwissenschaft gefordert.

## Projekte verschiedener Institutionen
- Quantitative Linguistik beim IDS Mannheim (= Institut für deutsche Sprache)[18]
- Quantitative Linguistik im Seminar für Sprachwissenschaft der Universität Tübingen[19]
- So wird Statistik in der Sprachwissenschaft genutzt[20]
- Forschungszentrum Deutscher Sprachatlas, Philipps-Universität Marburg[21]

## Forschungsprobleme
Einige Bücher sind der Beschreibung noch offener Forschungsprobleme gewidmet. In den bisher erschienenen Bänden werden hunderte möglicher Forschungsprojekte und die jeweils geeignete Vorgehensweise beschrieben sowie dafür einschlägige Literatur genannt.
- Udo Strauss, Fengxiang Fan, & Gabriel Altmann: Problems in Quantitative Linguistics 1. RAM-Verlag, Lüdenscheid 2008, ISBN 978-3-9802659-4-2.
- Reinhard Köhler, Gabriel Altmann: Problems in Quantitative Linguistics 2. RAM-Verlag, Lüdenscheid 2009, ISBN 978-3-9802659-7-3.
- Radek Čech, Gabriel Altmann: Problems in Quantitative Linguistics 3. Dedicated to Reinhard Köhler on the occasion of his 60th birthday. RAM-Verlag, Lüdenscheid 2011, ISBN 978-3-942303-08-8.
- Reinhard Köhler, Gabriel Altmann: Problems in Quantitative Linguistics 4. RAM-Verlag, Lüdenscheid 2014, ISBN 978-3-942303-22-4.
- Gabriel Altmann: Problems in Quantitative Linguistics 5. RAM-Verlag, Lüdenscheid 2015, ISBN 978-3-942303-33-0.
- Emmerich Kehlih, Gabriel Altmann: Problems in Quantitative Linguistics 6. RAM-Verlag, Lüdenscheid 2018, ISBN 978-3-942303-57-6.

## Bekannte Autoren
- Gabriel Altmann (1931–2020)
- Hans Arens (1911–2003)[22]
- Rolf Harald Baayen (1958)[23]
- Otto Behaghel (1854–1936); siehe auch Behaghelsche Gesetze
- Karl-Heinz Best (1943)
- Adolf Busemann (1887–1967)[24]
- Sergej Grigor'evič Čebanov (1898–1965)
- Moritz Wilhelm Drobisch (1802–1896)
- Sheila Embleton (1954)[25]
- William Palin Elderton (1877–1962)[26]
- Fengxiang Fan (1950–2018)[27][28]
- Gertraud Fenk-Oczlon[29]
- Ernst Wilhelm Förstemann (1822–1906)[30]
- Wilhelm Fucks (1902–1990)[31]
- Georg von der Gabelentz (1840–1893)[32]
- Hans Goebl (1943)
- Peter Grzybek (1957–2019)[33]
- Pierre Guiraud (1912–1983)[34]
- Henri Guiter (1909–1994)
- Gustav Herdan (1897–1968)
- Luděk Hřebíček (1934–2015)
- Friedrich Wilhelm Kaeding (1843–1928)
- Jewgeni Kasarzew (1972)
- Emmerich Kelih (1976)[35][36]
- Karl Knauer (1906–1966)[37]
- Reinhard Köhler (1951)[38]
- Werner Lehfeldt (1943)[39]
- Gottfried Wilhelm Leibniz (1646–1716)[40]
- Viktor Vasil'evič Levickij (1938–2012)[41]
- Haitao Liu[42]
- Witold Mańczak (1924–2016)[43]
- Karl Marbe (1869–1953)[44]
- Helmut Meier (1897–1973)
- Paul Menzerath (1883–1954)[45]
- George K. Mikros[46]
- Sizuo Mizutani (1926–2014)[47]
- Augustus de Morgan (1806–1871)
- Charles Muller (1909–2015)[48]
- Jurij Konstantinović Orlov (1936)[49]
- Raijmund G. Piotrowski (1922–2009)[50]
- Anatolij A. Polikarpov[51]
- Ioan-Iovitz Popescu (1932)[52]
- Burghard Rieger (1937–2021)[53]
- Otto Rottmann (1949)[54]
- Haruko Sanada[55]
- August Schleicher (1821–1868)[56]
- Lucius A. Sherman[57][58]
- Juhan Tuldava (1922–2003)[59]
- Albert Thumb (1865–1915)
- Bohumil Trnka (1895–1984)[60]
- Andrew Wilson[61]
- George Kingsley Zipf (1902–1950); siehe auch Zipfsches Gesetz
- Eberhard Zwirner (1899–1984); siehe auch Textblockgesetz

## Bibliographien
- G. Billmeier, D. Krallmann: Bibliographie zur statistischen Linguistik. Buske, Hamburg 1969. (Forschungsbericht 69/3 des Instituts für Kommunikationsforschung und Phonetik, Universität Bonn)
- Pierre Guiraud: Bibliographie critique de la statistique linguistique. Éditions Spectrum, Utrecht/Anvers 1954.
- Reinhard Köhler with the assistance of Christiane Hoffmann: Bibliography of Quantitative Linguistics. Benjamins, Amsterdam / Philadelphia 1995, ISBN 90-272-3751-4.

## Mathematische Hilfsmittel
- Altmann-Fitter. Iterative fitting of probability distributions. RAM-Verlag, Lüdenscheid 1997, ISBN 3-9802659-3-5.
- Gejza Wimmer, Gabriel Altmann: Thesaurus of univariate discrete probability distributions. Stamm, Essen 1999. ISBN 3-87773-025-6.